# André Nguyễn Văn Nam
André Nguyễn Văn Nam (Thanh Mỹ An, 24 febbraio 1922 – Ho Chi Minh, 16 marzo 2006) è stato un vescovo cattolico vietnamita.

## Biografia
André Nguyễn Văn Nam nacque il 24 febbraio 1922 a Thanh Mỹ An, località oggi parte di Ho Chi Minh. 
Fu ordinato presbitero Il 29 marzo 1952. Dopo l'ordinazione fu viceparroco della parrocchia di Thủ Đức per un anno e nel 1953 viceparroco della parrocchia An Đức. L'anno dopo fu nominato parroco delle parrocchie di Bình Trưng e di Đông Hoà; nel 1972 fu nominato parroco delle parrocchie di Lương Hoà Hạ e di Lương Hòa Thượng.
Il 6 giugno 1975 papa Paolo VI lo nominò vescovo coadiutore di Mỹ Tho, assegnandogli la sede titolare di Puppi. Ricevette l'ordinazione episcopale quattro giorni dopo il 10 giugno per imposizione delle mani del vescovo Joseph Trần Văn Thiện.
Il 24 febbraio 1989, giorno della morte del suo predecessore, succedette al governo della diocesi. Negli anni del dopoguerra si impegnò affinché i seminaristi potessero continuare a studiare nonostante la chiusura dei seminari e assistendo di persona i più bisognosi, visitando i villaggi più isolati del territorio diocesano per garantire l'evangelizzazione. Riorganizzò anche la curia diocesana e negli anni riuscì ad ottenere dal governo i permessi per la ristrutturazione delle chiese danneggiate dalla guerra e la costruzione di nuove.
Resse la diocesi per dieci anni, ritirandosi per raggiunti limiti d'età il 26 marzo 1999. Morì a Ho Chi Minh il 16 marzo 2006 all'età di 84 anni.

## Genealogia episcopale
La genealogia episcopale è:
- Patriarca Eliya XII Denha
- Patriarca Yukhannan VIII Hormizd
- Vescovo Isaie Jesu-Yab-Jean Guriel
- Arcivescovo Augustin Hindi
- Patriarca Yosep VI Audo
- Patriarca Eliya XIV Abulyonan
- Patriarca Yosep Emmanuel II Thoma
- Vescovo François David
- Arcivescovo Antonin-Fernand Drapier, O.P.
- Arcivescovo Pierre Martin Ngô Đình Thục
- Vescovo Joseph Trần Văn Thiện
- Vescovo André Nguyễn Văn Nam